# 019 Мобайл
Telzer 019 — израильская сотовая компания, предоставляющая услуги местной и международной связи с использованием кода доступа 019.
Главный офис компании находится в Ариэле.

## История
Компанию основала семья Села, бывшие фермеры из мошава Наалим: Иди, Давид, Азария и Беаз. В июле 2010 года компания получила лицензию Министерства связи на оказание услуг международной связи. 
В январе 2011 года компания начала предлагать свои услуги населению. Дочерняя компания Telzer, Azi Communications Ltd., имеет лицензию как виртуальная сотовая сеть,  присвоенный ей префикс — 99-055.
В 2013 году, после подписания соглашения с Partner и Pelephone, компания начала интегрироваться в рынок сотовой связи Израиля в качестве виртуального оператора, под названием 019 Mobile . В 2013-2017 годах Telzer 019 использовала инфраструктуру Partner и Pelephone.
В марте 2014 года ему также был присвоен префикс 055-97. 
По состоянию на 2018 год сеть использует совместную инфраструктуру Hot Mobile и Partner. Также Telzer 019 является интернет-провайдером.
Компания также предоставляет услуги интернета и мобильные линии с кошерным интернетом через ассоциацию Netfri .
Компания имеет три филиала в Израиле и имеет эксклюзивные права на продажу SIM-карт в Израиле.